# Berufsordnung für Rechtsanwälte
Die Berufsordnung für Rechtsanwälte (BORA) ist eine von den gewählten Vertretern der Rechtsanwälte der Bundesrepublik Deutschland selbst gegebene Berufsordnung, die nähere Einzelheiten zu den beruflichen Pflichten des Rechtsanwalts regelt und zum Standesrecht gehört. Sie wird als Satzung von der Satzungsversammlung bei der Bundesrechtsanwaltskammer erlassen (§ 59a, § 191a Abs. 2 BRAO).
Von ihr zu unterscheiden ist die Bundesrechtsanwaltsordnung (BRAO) als grundlegende gesetzliche Regelung des Berufs des Rechtsanwalts mit Vorschriften zur Zulassung zum Beruf, zu den grundlegenden Rechten und Pflichten des Anwalts, zur Einrichtung der Rechtsanwaltskammern und zum anwaltsgerichtlichen Verfahren.

## Mitwirkung an Zustellung
§ 14 BORA sieht an sich eine berufsrechtliche Verpflichtung des Rechtsanwalts vor, ein wirksam an ihn zugestelltes Schriftstück entgegenzunehmen, das vorbereitete Empfangsbekenntnis zu unterschreiben und an den Absender zurückzuschicken. Weigert sich aber der Rechtsanwalt, das vorbereitete Empfangsbekenntnis an den Absender zurückzuschicken und so die Wirksamkeit der Zustellung anzuerkennen, war dies bis 1. Januar 2018 dann nicht eine Verletzung seiner aus § 14 BORA folgenden Berufspflicht, wenn er damit das berechtigte Interesse seines Mandanten wahrnimmt. Ein solches berechtigtes Interesse des Mandanten kann z. B. darin liegen, dass der Mandant nicht die Zustellung einer Einstweiligen Verfügung innerhalb der Vollziehungsfrist von einem Monat gegen sich gelten lassen möchte. In diesem Fall hat das berechtigte Interesse des Mandanten Vorrang vor der an sich gegebenen Berufspflicht des Rechtsanwalts aus § 14 BORA.